# Ватикано-італійські відносини
Ватикано-італійські відносини — двосторонні дипломатичні відносини між Ватиканом та Італією . Протяжність державного кордону між країнами становить 34 км .

## Історія
Відносини між Ватиканом та Королівством Італії були складними за часів папства Пія IX і Лева XIII, що мав статус бранця Ватикану після захоплення Риму . Лев XIII заборонив християнам брати участь у виборах і звинуватив італійську державу в тому, що вона управляється масонами . У 1929 році Пій XI підписав Латеранські угоди про створення держави Ватикан, яка визначила права та привілеї Католицької церкви.
У 1946 засновано Італійську республіку, яка проголосила свободу віросповідання. Тим не менш, за Пії XII і Павла VI Християнсько-демократична партія Італії користувалася підтримкою в суспільстві і вони дуже вплинули на політику Італії з метою завадити Італійській комуністичній партії прийти до влади.

## Дипломатичні представництва Ватикану в Італії
Через невелику територію Ватикану іноземні посольства розташовуються в Італії. Угоди, підписані між Італією та Ватиканом, регулюють функціонал таких посольств. Посольство Італії у Ватикані є єдиним посольством, яке розташовується на території цієї країни  .
Ватикан підтримує офіційні дипломатичні відносини зі 176 суверенними державами, Європейським союзом та Мальтійським орденом . 69 дипломатичних іноземних місій, акредитованих при Ватикані, перебувають у Римі, але ці посольства виконують свої функції лише щодо Ватикану, а Італії є окреме посольство.
Як приклад, Італія визнає Китайську Народну Республіку, і тому посольство цієї країни в Італії розташоване в Римі. А Ватикан визнає Китайську Республіку (яка контролює острів Тайвань) і тому посольство Китайської Республіки у Ватикані також розташоване у Римі.

## Апостольські нунції в Італії та Сан-Марино
Нунціатурою в Італії та Сан-Марино нині керує архієпископ Еміль-Поль Шерріг. Колишні нунції з 1929 року:
- Франческо Боргоньїні Дука (30 червня 1929 - 12 січня 1953)
- Джузеппе Фьєтта (26 січня 1953 - 15 грудня 1958)
- Карло Грано (15 грудня 1958 - 26 червня 1967)
- Егано Рігі-Ламбертіні (8 липня 1967 - 23 квітня 1969)
- Ромоло Карбоні (26 квітня 1969 - 19 квітня 1986)
- Луїджі Поджі (19 квітня 1986 - 9 квітня 1992)
- Карло Фурно (15 квітня 1992 - 26 листопада 1994)
- Францеско Коласуонно (12 листопада 1994 - 21 лютого 1998)
- Андреа Кордеро Ланца ді Монтедземоло (7 березня 1998 - 17 квітня 2001)
- Паоло Ромео (17 квітня 2001 - 19 грудня 2006)
- Джузеппе Бертелло (11 січня 2006 - 1 жовтня 2011)
- Адріано Бернардіні (15 листопада 2011 - 12 вересня 2017)
- Еміль-Поль Шерріг (12 вересня 2017 - теперішній час) [3]